# Bandajou
Bandajou är en ort i Komorerna.   Den ligger i distriktet Anjouan, i den västra delen av landet, 120 km öster om huvudstaden Moroni. Bandajou ligger 40 meter över havet och antalet invånare är 1 816. Den ligger på ön Anjouan.
Terrängen runt Bandajou är huvudsakligen kuperad, men åt sydväst är den platt. Havet är nära Bandajou norrut.  Närmaste större samhälle är Sima, 1,2 km väster om Bandajou. I omgivningarna runt Bandajou växer i huvudsak städsegrön lövskog.